# Római katolikus templom (Böde-Zalaszentmihályfa)

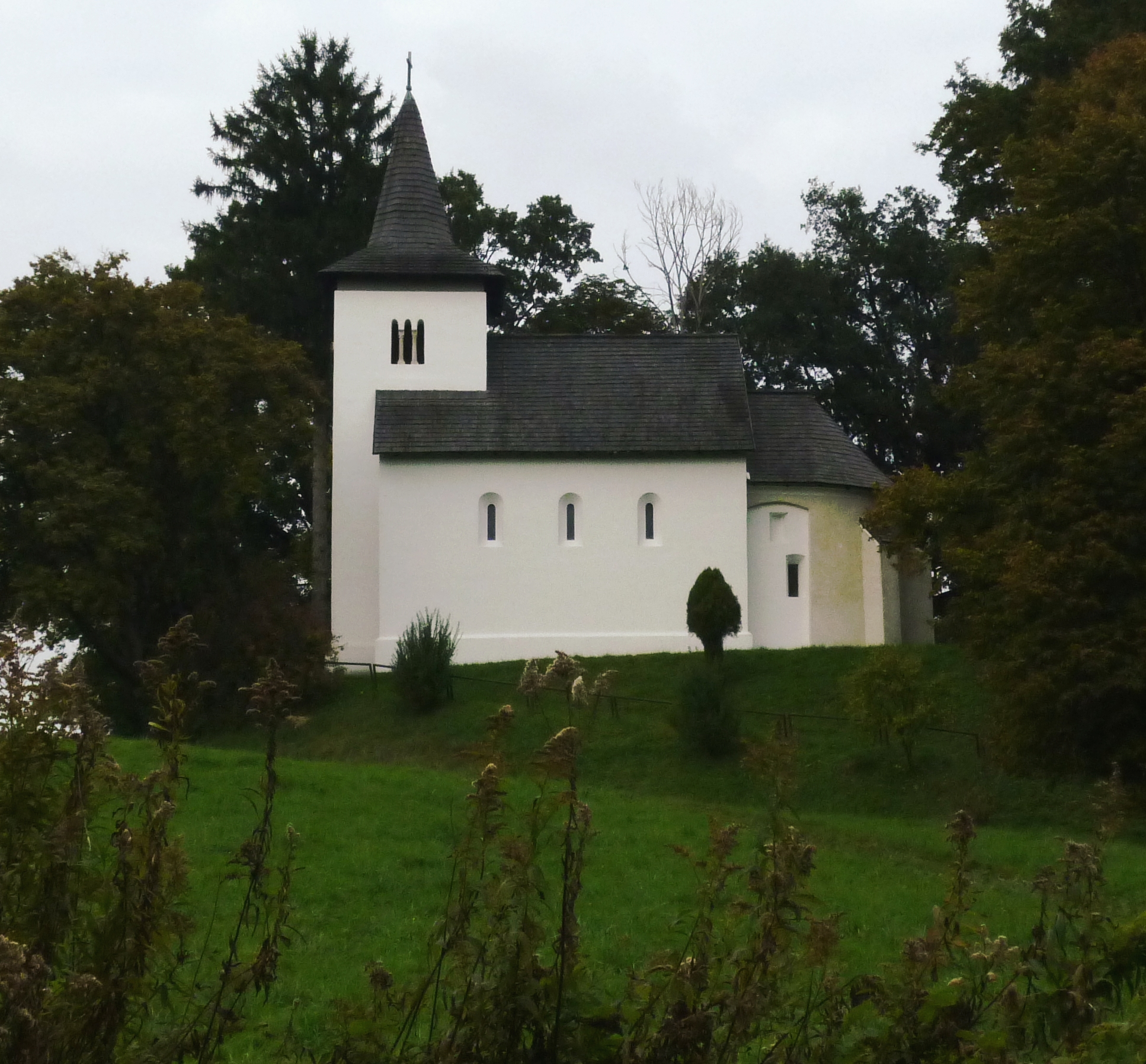
zalaszentmihályfai középkori templom

A zalaszentmihályfai katolikus templom Zala vármegye egyik legismertebb középkori műemléke.

## Környezete
A templom az egykori Zalaszentmihályfa beépített területén kívül, attól nyugatra mintegy egy kilométer távolságban egy dombon túl található, nagyjából félúton Böde felé. Zalaszentmihályfa ma Hottóhoz tartozik, a templom azonban Zalaszentmihályfához. Környezetével együtt felújított műemlék.

## Leírása
A műemlék szabatos elnevezése és szakmai leírása a Magyarország Műemlékjegyzéke (Zala megye) alapján:
„Zalaszentmihályfa r.k. templom (Szent Mihály arkangyal)  6417
Hrsz.: 034
román
1220 körül
A Bödére vezető út mentén, dombon, szabadon álló, keletelt, egyhajós, félköríves szentélyzáródásán támpilléres, Ny-i homlokzati tornyos templom, a hajó felett nyeregtetővel, a szentély felett kontyolt nyeregtetővel, a hajó É-i oldalához csatlakozó sekrestyével. A tornyon, a hajón és a szentélyen román kori nyílásrendszer, a Ny-i homlokzaton román kori, félköríves, fonottdíszes, oszlopbélletes kapu, az ívmezőben Agnus Dei – domborművel. Síkfödémes, kazettás mennyezetű hajó, negyedgömb boltozatú szentély, a toronytesttel egybeépített karzat. A félköríves diadalív fölött felirattöredékek. A karzataljban konzolokon középkori faragványok. Berendezés: 1970-es évek. A templom 1220 körül épült, a 13. század végén szentélyét átalakították. A török időkben elpusztult templomot 1750 körül állították helyre, szentélyét átépítették. Sekrestyéje a 19. században épült. 1923-ban javították és átalakították. 1966-70 között helyreállították.
BK.”

### Története
A XIII. századi templomot csak 1424-ben említette oklevél. A török időkben elpusztult épületet 1750-ben állították helyre, ekkor nagyobbították meg szentélyét. A következő nagyobb renoválásra 1923-ban került sor. 1970-71-ben restaurálták, a középkori elemeket láthatóvá tették. 
> itt csonk

### További művészeti-történeti értékei
A homlokzati torony csak részben ugrik ki a templom tömegéből. Ezáltal a bejárat félköríves boltozatával egy előcsarnokot alakítottak ki. A torony a templom belsejében két oszlopon nyugszik, így karzatot alkot. Kettős ikerablakának oszlopfőit állatfejekkel díszítették, a kapu feletti timpanonban Isten báránya látható.

## Építészeti részletek
|